# Rimae Atlas
Rimae Atlas – grupa rowów  na powierzchni Księżyca o średnicy około 60 km. Znajduje się na obszarze krateru Atlas na współrzędnych selenograficznych ☾ 47,5°N 43,6°E/47,500000 43,600000. Nazwa tego systemu kanałów została nadana w 1964 roku przez Międzynarodową Unię Astronomiczną i pochodzi od krateru Atlas.